# Georg Mais
Georg Mais (* 28. August 1958 in Überlingen) ist ein deutscher Dirigent, Musikwissenschaftler und künstlerischer Leiter verschiedener Konzertreihen.

## Leben

### Kindheit und Studium
Georg Mais wurde als Sohn von Georg Franz und Anneliese Mais geboren. Sein Vater war professionell ausgebildeter Geiger und war mit den Komponisten Franz Alfons Wolpert, Fred Raymond und Julius Weismann befreundet. Mit neun Jahren, ein Jahr nach dem Tod des Vaters, erhielt Georg Mais ersten Violinunterricht. Er leitete später regelmäßig im Auftrag seines Lehrers Proben zu Schulaufführungen und schrieb Programmhefte dazu.
Ab 1978 studierte Mais an der Musikhochschule Trossingen Violine bei Hedwig Pahl und Viola bei Hans Stegmüller. 1984 legte er das Staatsexamen bei Enrique Santiago an der Musikhochschule Stuttgart ab. Zu seinen dortigen Förderern gehörte Thomas Ungar. Meisterkurse belegte er bei Karl Münchinger, Helmuth Rilling, John Eliot Gardiner und Sergiu Celibidache. Das persönliche Zusammentreffen mit dem Dirigenten Nikolaus Harnoncourt prägte den weiteren Werdegang. Harnoncourt führte Mais zu Gerhard Angermüller, damals Leiter der wissenschaftlichen Abteilung der Internationalen Stiftung Mozarteum Salzburg, der ihm das Leben und Werk der Familie Mozart näherbrachte.

### Musikalische Laufbahn
Als Dirigent debütierte Mais 1985 in Überlingen mit dem von ihm gegründeten Kammerorchester Divertimento 85. Die Formation eines eigenen Ensembles geschah auf Anregung von Nikolaus Harnoncourt. Solist und Konzertmeister dieses Ensembles war Roland Baldini, der später Professor an der Musikhochschule Leipzig wurde.
1989 debütierte Mais in der Berliner Philharmonie mit dem Deutschen Bachorchester Köln. Solisten waren Arife Gülsen Tatu (Flöte), Roland Baldini (Violine) und Günther Fetz (Cembalo). Auf einer Konzertreise mit seinem Ensemble Divertimento 85 in die DDR im Herbst 1990 lernte er den Intendanten des Sorbischen Nationalensembles, Detlef Kobjela, kennen. Dieser lud Mais zu Gastdirigaten nach Ostsachsen ein und berief ihn 1992 zum Orchesterdirektor der neu gegründeten Lausitzer Philharmonie des Sorbischen Nationalensembles. In der Zeit von 1992 bis 1995 führte Mais das Orchester und die weiteren künstlerischen Einrichtungen des Nationalensembles zu zahlreichen Tourneen. Die persönliche Freundschaft mit Kobjela bot Mais Einblicke in die Kunstmusik der Sorbischen Volksminderheit in Deutschland. Mais regte Kobjela in dieser Zeit zur Komposition der „Nenia“ für Viola und Orchester an.
1995 kam es im Rahmen einer Konzertreise in Litauen zu einer Begegnung mit dem Dirigenten Saulius Sondeckis, der Mais zum ersten Gastdirigenten des Litauischen Kammerorchesters berief. Es folgten viele internationale Konzertreisen, wie zum Beispiel nach Lima und Santiago de Chile in Südamerika, sowie Tonaufnahmen, .
Als Gastdirigent leitete Mais unter anderem das Südwestdeutsche Kammerorchester Pforzheim, das Kurpfälzische Kammerorchester Mannheim, das Stuttgarter Kammerorchester, die Südwestdeutsche Philharmonie Konstanz, die Neue Philharmonie Westfalen, das Staatsorchester Rheinische Philharmonie, die Thüringen Philharmonie Gotha-Eisenach, die Neue Lausitzer Philharmonie, die Königsberger Philharmonie, die Staatliche Slowakische Philharmonie Kosice, das Prime Philharmonic Orchestra Seoul, sowie verschiedene Orchester in Lateinamerika, den USA und in Jordanien.

### Lehrtätigkeit
Mais lehrte ab 1996 als Gastprofessor an der Litauischen Musikakademie Vilnius. 1999 berief ihn der Rektor der Musikhochschule in Minsk Michail Kosinez, zum Gastprofessor für Orchesterleitung und Kammermusik an sein Institut.

### Gründung von Festivals und Vereinen
Im Jahr 1993 war Mais Mitbegründer des Vereins Südwestdeutsche Mozart Gesellschaft e.V. 1995 fanden in Stockach und Überlingen erstmals die Deutschen Mozart Tage statt, die Mais als künstlerischer Leiter zusammen mit der Deutschen Mozart Gesellschaft und ihrem Präsidenten Friedhelm Brusniak ins Leben rief. 2002 fanden erstmals die Mozart Wochen Eifel statt, die heute als Festival zwischen Eifel und Ardennen mit Konzerten in Luxemburg, Belgien und Deutschland ihren festen Platz im Kulturleben der Grenzregionen im Westen Deutschlands haben.
Im Jahr 2009 gründete Mais zusammen dem Rotary Club Überlingen und der Stadt Überlingen den Internationalen Bodensee Musikwettbewerb der Stadt Überlingen, der alle zwei Jahre am Bodensee stattfindet und im jährlichen Wechsel mit der Vergabe des Bodensee-Literaturpreises durchgeführt wird.
Mais gründete im Laufe der Jahre verschiedene Konzertreihen in Deutschland wie die Meisterkonzerte Stockach, den Internationalen Konzertring Überlingen, die Meisterkonzerte in der ehemaligen Augustiner Klosterkirche Oberndorf, die Meisterkonzerte Rheinfelden Baden, sowie die Konzerte im Bürgerhaus Bergischer Löwe in Bergisch Gladbach. Als künstlerischer Leiter plant er seit mehr als zwanzig Jahren die Konzerte der Stadt Waldshut-Tiengen.
Zusammen mit Bernhard Prinz von Baden und der Kulturbeauftragten von Schloss Salem Birgit Rückert wurde im Jahr 2002 der Mozart Sommer Schloss Salem ins Leben gerufen, der in den Sommermonaten Konzerte und Vorträge in den historischen Räumlichkeiten von Schloss Salem bietet.
Im Jahr 2007 entstand in der Winzergemeinde Hagnau am Bodensee das Kammermusikfestival Hagnauer Klassik.
Zum Anlass des Juliläums 25 Jahre Südwestdeutsche Mozart Gesellschaft e. V. und 20 Jahre Meisterkonzerte in der ehemaligen Klosterkirche Oberndorf a.N. regte Mais in Zusammenarbeit mit der Internationalen Stiftung Mozarteum Salzburg im Jahr 2018 zur Ausstellung „Die Mozarts Wunderkinder auf Reisen“ an.
Als Vorsitzender und künstlerischer Leiter der Südwestdeutschen Mozart Gesellschaft e.V. leitete er eine Partnerschaft mit der Mozart Gesellschaft aus der ehemaligen habsburgischen Metropole Lemberg in die Wege und begann eine enge Zusammenarbeit mit der Ukrainischen Nationalphilharmonie Lemberg und ihrem Direktor Volodymyr Syvokhip. Wichtiger künstlerischer Impulsgeber ist der Chefdirigent der Kaliningrader Philharmonie Arkadi Feldman, den Mais im Jahr 1996 zur ersten Konzertreise seines Orchesters aus der ehemaligen preußischen Kulturmetropole Königsberg nach Deutschland einlud.

### Rundfunkproduktionen
Es liegen zahlreiche Aufnahmen in Zusammenarbeit mit deutschen Rundfunkanstalten sowie CDs vor. Rundfunkaufnahmen erfolgten mit dem Bayerischen Rundfunk, SWR, Deutschlandfunk Berlin, unter anderem beim Mozart Sommer Schloss Salem, den Mozart Wochen Eifel, aus dem Rokoko Theater Schwetzingen oder dem Rathaussaal in Füssen.

## Diskografie
- Rosetti Sinfonien Litauisches Kammerorchester (Arte Nova Classics)
- Violakonzerte Hartmut Rohde Lit KO (Arte Nova Classics)
- Mozart Lodronische Nachtmusiken Lit KO (RBM Musikproduktionen)
- Leopold Mozart Sinfonien Lit KO (Arte Nova Classics)
- J. Haydn Sinfonien Lit KO (Arte Nova Classics)
- Impressionen Slowakische Sinfonietta (Waterpipe Records)
- Schubert Dvorak Streichquartette arr. Orchester Lit KO (Aulos MusiKado)
- Weismann Streichquartette arr. Orchester Südwestdeutsches KO Pforzheim (cpo)
- Mendelssohn Schubert Beethoven Lit. KO (Aulos MusiKado)
- 2000 CD-Produktion, Philharmonie Vilnius
- 2000 Schloss Langenstein, CD-Produktion, Bayerischer Rundfunk